# Ahmed Khalil (tunezyjski piłkarz)
Ahmed Khalil (ur. 21 grudnia 1994) – tunezyjski piłkarz grający na pozycji środkowego pomocnika. Od 2013 jest zawodnikiem klubu Club Africain Tunis.

## Kariera piłkarska
Swoją karierę piłkarską Khalil rozpoczął w klubie JS Kairouan. W 2013 roku awansował do pierwszego zespołu. 15 września 2013 zadebiutował w nim pierwszej lidze tunezyjskiej w wygranym 2:0 domowym meczu z Olympique Béja. W JS Kairouan grał przez rok.
Latem 2014 roku Khalil przeszedł do Club Africain Tunis. Swój debiut w nim zaliczył 13 września 2015 w zwycięskim 4:0 domowym meczu ze Stade Tunisien.
| Sezon   | Klub                | Kraj    | Rozgrywki | Mecze | Gole |
| ------- | ------------------- | ------- | --------- | ----- | ---- |
| 2013/14 | JS Kairouan         | Tunezja | CLP-1     | 17    | 0    |
| 2014/15 | Club Africain Tunis | Tunezja | CLP-1     | 0     | 0    |
| 2015/16 | Club Africain Tunis | Tunezja | CLP-1     | 26    | 1    |
| 2016/17 | Club Africain Tunis | Tunezja | CLP-1     | 15    | 1    |
| 2017/18 | Club Africain Tunis | Tunezja | CLP-1     | 20    | 0    |

## Kariera reprezentacyjna
W reprezentacji Tunezji Khalil zadebiutował 26 stycznia 2016 roku w wygranym 5:0 meczu Mistrzostw Narodów Afryki 2016 z Nigrem. W 2017 roku został powołany do kadry na Puchar Narodów Afryki 2017.